# Oor

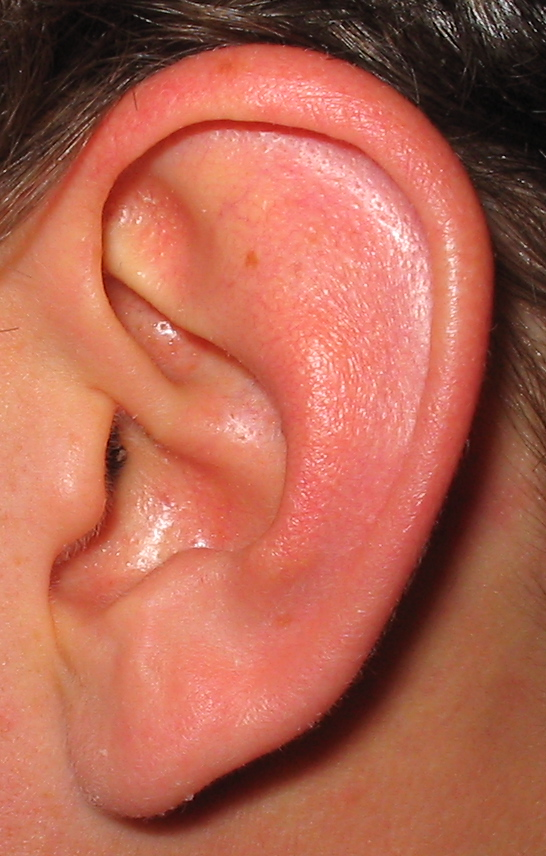
Menselijk oor

Het oor, Latijn: auris, is een orgaan waarmee geluidsgolven worden opgevangen om door de hersenen als geluid te worden ervaren. Het is het uitwendige orgaan van het gehoor en wordt vaak als synoniem gebruikt voor oorschelp.

## Werking
Geluidsgolven zijn luchttrillingen die het trommelvlies in beweging brengen. Het trommelvlies laat de gehoorbeentjes trillen en die brengen de vloeistof in het slakkenhuis in beweging. Dit slakkenhuis bevat kanalen met vloeistof en in de lengte van die kanalen bevinden zich twee membranen: de membrana tectoria en de basilaire membraan. Die gaan ten opzichte van elkaar bewegen en dat brengt de trilhaarcellen in beweging. Dit veroorzaakt afwisselend depolarisatie en hyperpolarisatie in de trilhaarcellen, dus een elektrisch signaal dat als actiepotentiaal via de gehoorzenuw naar de hersenen wordt gestuurd. Daar worden de zenuwsignalen geïnterpreteerd als geluid. Op deze manier kunnen mensen en veel dieren geluiden horen. 
Dit mechanisme van het gehoor geldt voor de meeste zoogdieren.

## Bouw
Het menselijke oor wordt onderverdeeld in drie delen:
- het buitenoor of uitwendig oor, auris externa, bestaat uit de oorschelp en de gehoorgang. Dit deel, dat in de volksmond het oor wordt genoemd, dient om geluid naar het inwendige oor toe te leiden
- het middenoor, auris media, met de drie gehoorbeentjes optimaliseert geluidstrillingen mechanisch en geeft ze door aan het binnenoor
- het binnenoor, auris interna, bestaat uit het slakkenhuis met daaraan vast de gehoor- en evenwichtszenuw. Hier vindt de omzetting plaats van geluidstrillingen naar zenuwimpulsen

Het middenoor en het binnenoor zijn samen het inwendige oor. Ze zijn omgeven door het rotsbeen, dat een onderdeel vormt van de schedel.

### Buitenoor
Vanuit de buitenlucht komt het geluid langs de oorschelp en de gehoorgang op het trommelvlies terecht. Dat gaat hierdoor trillen. Het trommelvlies vormt de overgang van het gehoorkanaal naar het middenoor. De oorschelp bestaat uit de buitenrand, helix met oorlel, lobulus auriculae, en de binnenrand, anthelix, die naar de uitwendige gehoorgang, meatus acusticus externus, leidt. Het naar binnen uitstekende stukje kraakbeen aan de ingang van de gehoorgang is de tragus.

### Middenoor
Het middenoor bestaat uit de trommelholte die normaal met lucht is gevuld, die via de buis van Eustachius in verbinding staat met de keelholte. Die verbinding zorgt ervoor dat de luchtdruk in het middenoor gelijk blijft met de atmosfeer. In de trommelholte bevindt zich een keten van drie gehoorbeentjes: hamer, aambeeld en stijgbeugel. De belangrijkste functie van het middenoor is de versterking van het geluid, zodat het beter kan worden waargenomen door de in het binnenoor gelegen haarcellen. Deze versterking wordt op verschillende manieren gerealiseerd:
- doordat het trommelvlies een veel groter oppervlak heeft dan de opening van het slakkenhuis, het ovale venster, worden alle geluidstrillingen versterkt
- door de hefboomwerking die de gehoorbeentjes-keten heeft

In het middenoor bevinden zich twee spiertjes, de Musculus tensor tympani en musculus stapedius. Deze kunnen de gehoorbeentjes ten opzichte van elkaar iets verschuiven, waardoor hard geluid verzwakt kan worden doorgegeven of zwak geluid juist versterkt kan worden doorgegeven.

### Binnenoor

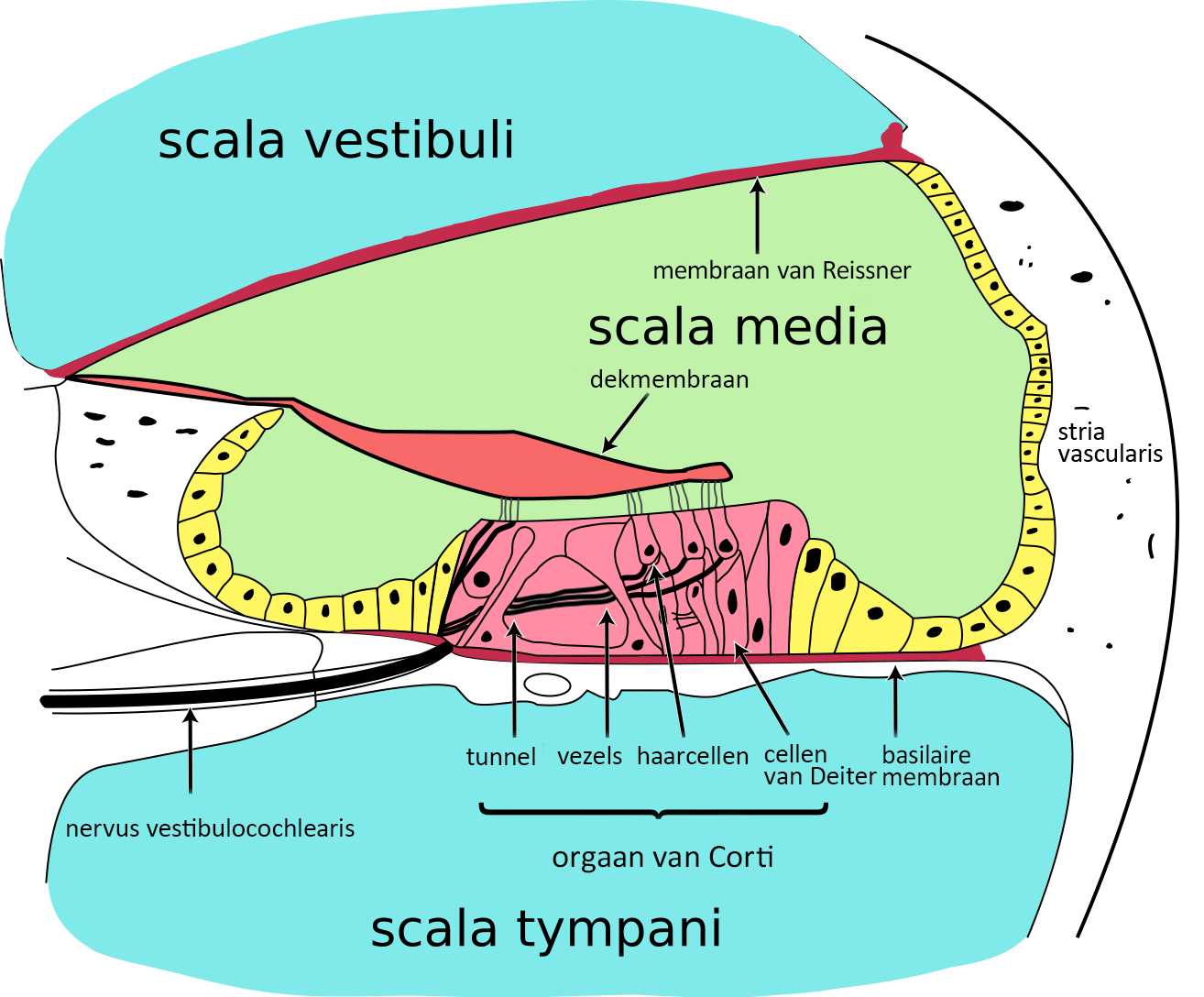
Dwarsdoorsnede van de cochlea

Het binnenoor bestaat uit twee delen:
- het evenwichtsorgaan of labyrint,
- het slakkenhuis, dat zo wordt genoemd vanwege zijn spiraalvorm.

Het binnenoor is ongeveer 4 cm lang. Het slakkenhuis is ongeveer 1 cm in diameter. Bij mensen is het tweeënhalf maal opgerold en gevuld met vloeistof in twee gescheiden compartimenten: scala tympani en scala vestibuli. De vloeistof, perilymfe geheten, wordt door geluidstrillingen in beweging gebracht via de voetplaat van de stijgbeugel, die het deksel vormt van het ovale venster. De trillingen lopen door het slakkenhuis heen en terug en komen uiteindelijk uit in het ronde venster. In het slakkenhuis zit de basilaire membraan, waarop ongeveer 20.000 haarcellen zitten. Deze haarcellen worden niet geregenereerd zoals veel andere cellen in het lichaam. Ze kunnen daardoor onherstelbaar worden beschadigd door hoge geluidsdoses, wat diverse gehoorstoornissen tot gevolg kan hebben.
De basilaire membraan is aan het uiteinde breder dan aan de basis bij het ovale venster. Daardoor heeft de membraan een stijfheid die varieert met de lengte. Geluid plant zich als een vertragende golf op dit membraan voort. Dit heeft tot gevolg dat de haarcellen op verschillende posities op de membraan reageren op verschillende frequenties en verschillende timing: de hoogste frequenties worden vlak bij het ovale venster geregistreerd, basis cochleae, de lagere tonen verderop, apex cochleae. Dit principe heet tonotopie. Deze haartjes zijn op hun beurt weer verbonden met de gehoorzenuw, die het signaal verder voert naar het gehoorcentrum in de hersenen. De timing van de zenuwimpulsen is zo precies, dat verschillen van naar schatting 10 microseconde tussen beide oren waargenomen kunnen worden. De door de gehoorzenuwen doorgegeven actiepotentialen leiden in de hersenen tot de daadwerkelijke geluidsperceptie, oftewel het gehoor. Dit vindt plaats in het gehoorcentrum van de hersenen: de auditieve cortex.
Het evenwichtsorgaan ligt dicht bij het slakkenhuis in het rotsbeen, samen vormen zij het labyrint. Hoewel het functioneel verschillende systemen zijn, zijn beide sterk verbonden en maken ze gebruik van dezelfde vloeistoffen, geven hun signalen via dezelfde hersenzenuw, de achtste, naar de hersenen door, en mogelijk zijn ze ook evolutionair voortgekomen uit een orgaan dat bewegingen registreert.

## Dierenwereld
Er bestaan in de dierenwereld diverse soorten met andere soorten oren, met andere organen om geluid en andere trillingen mee waar te nemen. Laagfrequent geluid wordt door het rotsbeen waargenomen, in een proces dat met schedelhoren wordt aangeduid. Van olifanten wordt aangenomen dat ze infrageluid via hun voetzolen kunnen waarnemen.
Sommige andere dieren, waaronder insecten en zeedieren hebben een heel ander gehoororgaan. Veel dieren hebben niet echt een gehoororgaan, maar zijn wel gevoelig voor trillingen: regenwormen registreren de trillingen in de grond en reageren erop en schorpioenen maar ook slangen voelen trillingen in de grond. Spinnen registreren trillingen in hun web en horen zo de plaats van hun prooi. Insecten hebben het gehoororgaan op allerlei verschillende plaatsen zitten. Bij bidsprinkhanen en vlinders zit het in het borststuk, bij sprinkhanen op het achterlijf, bij krekels in de voorpoten, bij muggen in de voelsprieten, het orgaan van Johnston. Vissen gebruiken de zwemblaas als een soort trommelvlies: met het orgaan van Weber, dat bestaat uit een aantal verbonden botjes wordt de trilling van de zwemblaas overgedragen naar het middenoor.
Het frequentiebereik kan per dier ook sterk verschillen. Vleermuizen maken voor hun echolocatie gebruik van ultrageluid, olifanten en neushoorns kunnen tonen van 5 of zelfs 1 Hz waarnemen die voor mensen ver in het infrasone gebied liggen.

## Geneeskunde
De audiologie is het vakgebied van de geneeskunde, dat het gehoor en de evenwichtszin bestudeert. De gehoordrempel is het zachtste geluid dat iemand kan horen.
Bij de mens zijn er verschillende soorten oorziekten. Dit zijn onder andere doofheid, slechthorendheid, draaiduizeligheid en beschadigingen aan de verschillende onderdelen van het oor. Een middenoorontsteking of otitis media is een ontsteking in het middenoor. Er zijn ook auto-immuunziektes waarbij het oor betrokken is, zoals polychondritis recidivans. Dit is een zeer zeldzame ziekte, ongeveer 55 patiënten in Nederland, waarbij het kraakbeen op verschillende plekken in het lichaam, dus ook het oor, een ontstekingsreactie aangaat.
De oorplacode is een verdikking van het ectoderm op een embryo, waaruit het binnenoor ontstaat.

## Bescherming
Sommige menselijke activiteiten creëren een risico op gehoorschade. Adequate beschermingsmaatregelen verkleinen dit risico.

### Lawaai
De haarcellen in het slakkenhuis zijn broos en kunnen beschadigd raken door sterke geluiden. Beschadigde haarcellen worden door het organisme niet gerepareerd, wat de schade permanent maakt. De schade kan traag en progressief optreden, maar ook plots na blootstelling aan sterk lawaai.
Geluiden tot 75 decibel (dB) vormen geen risico. Een normaal gesprek meet ongeveer 60 dB. Geluiden boven 85 db veroorzaken gehoorschade, zoals grasmaaiers (90 dB), luidsprekers op een rockconcert (110 dB), een koptelefoon op het hoogste volume (105 dB) of een geweerschot (150 dB).
De graad van bescherming van oordopjes of koptelefoons wordt uitgedrukt als een vermindering in het aantal decibels. Oordopjes in schuim geven 20 tot 35 dB vermindering, bij siliconen is dat 20 tot 25 dB.

### Water
Bij watersporten vormt de herhaalde blootstelling aan koud water en wind een risico. Een surfersoor bestaat uit benige uitgroeisels in het oorkanaal. Een zwemmersoor is een infectie van het buitenoor. Wanneer het trommelvlies niet helemaal dicht is, kunnen ook middenoorinfecties ontstaan.
Ook hier bestaat de meest gebruikelijke bescherming uit oordopjes.